# John Banner
Pour les articles homonymes, voir John Banner (homonymie) et Banner.
John Banner né Johann Banner (28 janvier 1910 - 28 janvier 1973) est un acteur autrichien. Il est connu pour le rôle du sergent Schultz dans la série télévisée Papa Schultz.

## Biographie
Né à Vienne dans une famille d'origine juive, John Banner s'enfuit aux États-Unis lorsque le IIIe Reich annexe l'Autriche, où il poursuit sa carrière d'acteur avant même d'apprendre l'anglais. Une partie de sa famille est victime de la Shoah.
Dans la série Papa Schultz, John Banner joue le rôle du sergent Schultz, sergent de la Luftwaffe détaché à la garde de prisonniers de guerre alliés. La peur que lui inspire le front russe dans la série le rend tour à tour sourd, aveugle voire complice des actions des prisonniers.
Il a acheté un vignoble en Dordogne en prévision de sa retraite.[réf. nécessaire]
John Banner est à Vienne afin d'enregistrer un disque pour enfants lorsqu'il meurt d'une hémorragie abdominale le jour de son 63e anniversaire, en 1973. Il est enterré au cimetière de Mauer, dans l'arrondissement de Liesing, à Vienne.

## Filmographie

### Longs métrages
- 1942 : Forçats contre espions (Seven Miles from Alcatraz) d'Edward Dmytryk
- 1942 : Sabotage à Berlin (Desperate Journey) : le conducteur du train militaire vide (non crédité)
- 1942 : Lune de miel mouvementée (Once Upon a Honeymoon) : l'attaché allemand Kleinoch (non crédité)
- 1943 : Vivre libre (This Land Is Mine) : un sergent allemand (non crédité)
- 1943 : La Nuit sans lune (The Moon Is Down) d'Irving Pichel
- 1943 : Nid d'espions (The Fallen Sparrow) de Richard Wallace : Anton
- 1946 : Tanger (Tangier) de George Waggner (non crédité)
- 1946 : Nocturne d'Edwin L. Marin
- 1948 : Ombres sur Paris (To the Victor) : Jacques Lestrac
- 1950 : Les Mines du roi Salomon (King Solomon's Mines) : Austin, chasseur blanc (non crédité)
- 1954 : La Tour des ambitieux (Executive suite) : André, le maître d'hôtel du Stork Club (non crédité)
- 1956 : Ne dites jamais adieu (Never Say Goodbye) : Oskar, le boulanger
- 1958 : Le Bal des maudits (The Young Lions) d'Edward Dmytryk : le maire allemand de la ville (non crédité)
- 1958 : Tonnerre sur Berlin (Fräulein) de Henry Koster : Ulick, German Health Department
- 1959 : L'Ange bleu (The Blue Angel) d'Edward Dmytryk : le principal Harter
- 1959 : L'Aventurier du Rio Grande (The Wonderful Country) de Robert Parrish : Ben Sterner
- 1963 : Pas de lauriers pour les tueurs (The Prize) de Mark Robson : le correspondant allemand (non crédité)
- 1964 : Un mari à tout faire (Kisses for My President) de Curtis Bernhardt  : Vasiliovich Alexminitch
- 1964 : 36 Heures avant le débarquement (36 Hours) de George Seaton : Ernst, le vieux sergent garde-frontière (non crédité)
- 1968 : The Wicked Dreams of Paula Schultz : Weber
- 1968 : Star Spangled Salesman : le chef
- 1970 : Togetherness : Hipolitas Mollnar

### Séries
- 1956 : Alfred Hitchcock présente (Alfred Hitchcock Presents) (Safe conduct) : Le contrôleur du train[3]
- 1962 : Les Incorruptibles, La Relève (Takeover) Saison 3, épisode 17, où il joue le rôle de Koenig
- 1965-1971 : Papa Schultz (Hogan's Heroes) : Sergent Hans Georg Schultz